# Hertha (Schiff, 1864)
Die Hertha war ein deutscher Seitenraddampfer für den Passagier- und Frachtverkehr. Sie war das erste Liniendampfschiff zwischen Rügen und Hiddensee sowie zwischen Stralsund und Hiddensee.

## Geschichte
Die auf der Werft Möller & Holberg in Grabow bei Stettin mit der Baunummer 18 im Jahr 1864 fertiggestellte Hertha wurde im Auftrag des Korrespondentreeders Kommerzienrat Heinrich Israel aus Stralsund gebaut. 1865 eröffnete die Hertha den Personen- und Frachtverkehr auf der Linie von Stralsund über Schaprode, Wittower Fähre und Breege nach Polchow. Von Stralsund und Breege auf Rügen lief sie als erster Liniendampfer die Insel Hiddensee an. Hiddenseereisende mussten sich an der Fährinsel aus- und einbooten lassen.
Das Schiff ging zusammen mit dem Unternehmen 1877 nach dem Tod Heinrich Israels an den Stralsunder Ratsherrn und Kaufmann Leopold von Seeckt, dann 1887 an den Kapitän Albert Klickow aus Breege. Bis zum Abbruch 1893 blieb die Hertha zwischen Stralsund, Hiddensee und Rügen in Fahrt.

## Technik
Die Hertha war ein eiserner Seitenraddampfer mit Schonertakelung und als Binnenschiff gebaut. Die Zwillingsdampfmaschine mit 100 PS Leistung trieb zwei Seitenräder an.
Es konnten etwa 110 Passagiere aufgenommen werden. Die Hertha hatte sechs Mann Besatzung.